# Radonsug
Radonsug är en utrustning som kan användas i byggnader för att förhindra att för höga halter av radon och radondöttrar uppträder i inomhusluften. Om marken under huset har höga radonhalter som tränger in genom golvet, kan en radonsug installeras. 
Radonsugen består av en fläkt som via ventilerade rör som ligger under husets bottenplatta eller krypgrund, genom att öka uttaget av luft under huset skapas ett undertryck där radongas (som är lättflyktig) evakueras ut istället för att dras in i byggnaden. 
Metoden är vanligtvis effektiv.  Bland nackdelarna finns ökad energianvändning, risken för kalla golv och i värsta fall tjälskjutning i kantbalkar vid otilräkligt grundläggningsdjup. För att minimera energiförlusterna bör rörgenomföringar samt eventuella fogar och sprickor i bottenplattan, kantbalkar eller bjälklag som oftast är otäta, tätas. Detta för att ej onödigt mycket uppvärmd inomhusluft inte skall läcka ned genom bjälklaget och ut via radonsugen. Tätningarna bör dock ha gjorts redan i ett tidigare skede i radonsaneringen, då för att förhindra radonet att läcka upp i byggnaden.

I krypgrunder används ofta en frånluftsventilation som styrs så att maximal ventilation sker när det är fuktmässigt gynnsamt för grunden och minimal ventilation, dock så att ett undertryck alltid erhålls, sker när det är fuktigt ute.
1. ↑  https://web.archive.org/web/20081122074952/http://www.boverket.se/upload/publicerat/bifogade%20filer/2007/atgarder_mot_radon_i_bostader.pdf